# Zellulares Energiesystem
Das Zellulare Energiesystem (ZES) bzw. der zellulare Ansatz ist ein Organisationsmodell für die Energieversorgung. Im Zellularen Energiesystem wird nach dem Subsidiaritätsprinzip die physikalische Balance zwischen Energieangebot und -nachfrage so weit wie möglich bereits auf lokaler Ebene hergestellt und nur die Restlast mit der nächsthöheren Ebene ausgeglichen. 

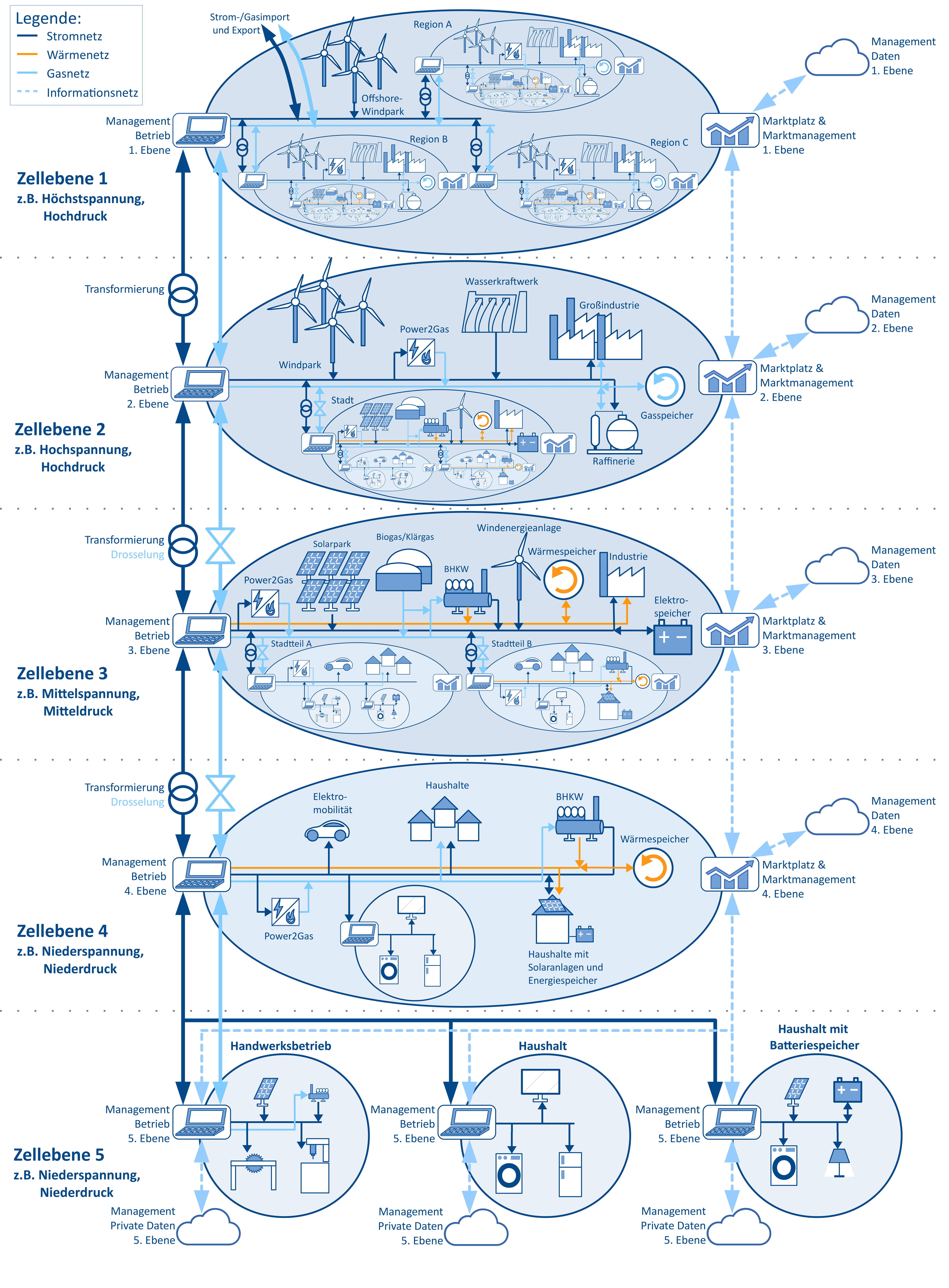
Übersicht über ein Zellulares Energiesystem

Unabhängig von der zukünftigen Entwicklung des Bedarfs an Endenergie wird es für Energietransport und -speicherung unumgänglich, neben elektrischer Energie weitere Energieträger einzubeziehen. Angebot und Nachfrage müssen im Gegensatz zu den Energieträgern Gas und Wärme bei der Elektrizität zu jedem Zeitpunkt ausgeglichen sein. Mit zunehmender Dargebotsabhängigkeit der Erzeugung auf Basis erneuerbarer Energien wachsen die Ausgleichsanforderungen bei elektrischer Energie, die durch die Einbeziehung der Speicherfähigkeit von Gas und Wärme oder der zeitlich verschiebbaren Nutzung von disponiblen Lasten zu bewältigen sind.
Der zentrale Baustein dieses Modells ist die Energiezelle. Eine Energiezelle besteht aus der Infrastruktur zur Erzeugung bzw. dem Verbrauch, der Wandlung und der Verteilung für verschiedene Energieformen, in der durch ein Energiezellenmanagement der Ausgleich von Erzeugung und Verbrauch über alle vorhandenen Energieformen organisiert wird und in möglicher Koordination mit Nachbarzellen optimiert wird. In diesem interdisziplinären Modell werden technische und wirtschaftliche Belange berücksichtigt, wobei auch juristische, politische und gesellschaftliche Aspekte einfließen. 

## Definition
Eine Energiezelle besteht aus der Infrastruktur für verschiedene Energieformen, in der durch ein Energiezellenmanagement in möglicher Koordination mit Nachbarzellen der Ausgleich von Erzeugung und Verbrauch über alle vorhandenen Energieformen organisiert wird.
1. Zur Infrastruktur werden alle Betriebsmittel gezählt, die zur Wandlung von Energie, zu deren Transport und Verteilung, sowie zur Speicherung eingesetzt werden.
2. Die betrachteten Energieformen umfassen u. a. Elektrizität, Gas, Wärme sowie Treibstoffe für die Mobilität. Eine Zelle kann auch nur eine Energieform enthalten.
3. Zum Energiezellenmanagement (EZM) zählen alle Einrichtungen der Leittechnik einschließlich der benötigten Kommunikationstechnik.
4. Nachbarzellen können hierarchisch angeordnet sein. Es gibt somit Zellen auf der gleichen Ebene sowie auf überlagerten und unterlagerten Ebenen.
5. Beim Ausgleich, der sowohl saisonal oder auch kurzfristig durchgeführt werden kann, können sich die drei Zustände: ausgeglichen, überversorgt oder unterversorgt über alle vorhandenen Energieformen ergeben.

Die Energiezellen werden genutzt, um das Energiesystem aufzubauen. Dabei wiederholt sich ihre selbstähnliche Struktur auf allen Netzebenen.

## Herkunft und Modell

### Motivation
Die elektrische Energiegewinnung aus erneuerbaren Quellen bringt besondere Herausforderungen mit sich. Dies betrifft insbesondere die notwendige Systemflexibilisierung im Sektorenverbund von elektrischer und thermischer Energie, aber auch leitungsgebundener chemischer Energie und Energieträger für Mobilität, um die Volatilität der Erzeugung zu beherrschen. Damit verbunden ist die Zunahme der Vielfalt aktiver Akteure und des Grades der Vernetzung. Zusätzlich entstehen neue Formen der Organisation zwischen den Akteuren (z. B. Sharing, virtuelle Kraftwerke). In der Folge wächst die Komplexität der Systemführung.
Mittel zur Komplexitätsbeherrschung sind
- Zerlegbarkeit in autonome und verbundene Subsysteme,
- Sicherstellung von Interoperabilität,
- Digitalisierung als Basis für Massen-EDV,

sowie
- Zuverlässigkeit, Informationssicherheit und Datenschutz im Umfeld der Digitalisierung

Die Vielfalt resultiert aus der Anwendbarkeit erneuerbarer Erzeugung in unterschiedlichster Skalierung vom Gebäude, über Stadtquartiere und Areale, über Ortschaften, Städte zu Regionen, bis zu nationalen und internationalen Strukturen. Die wachsende Komplexität kann bei Weiterführung der zentralen Steuerung zur Unbeherrschbarkeit des Gesamtsystems führen. Aber auch die Autonomie vielfältiger und verbundener Teilsysteme ohne Regeln der Interaktion kann zu chaotischen Verhalten führen. Die Kunst eines stabilen und gleichzeitig flexiblen sowie entwicklungsfähigen Systems besteht darin, lokal als eigenständiges System zu agieren, aber gleichzeitig die Synergien einer globalen Vernetzung zu erschließen.
Es ist ein Satz von Mechanismen innerhalb von Teilsystemen – den Energiezellen – zu entwickeln, die Autonomie ermöglichen können und die durch Energiemanagementsysteme innerhalb der Teilsysteme umgesetzt werden. Zu gestalten sind auch die Regeln an den Grenzen der Teilsysteme zur Nachbarzelle, die ein flexibles Gesamtsystem als eine Art selbstoptimierender Energieorganismus ermöglichen. Das bisher zentral gesteuerte Gesamtsystem wandelt sich damit zum Verbund von sich nebeneinander mitentwickelnden Teilsystemen mit geteilter Regelungsverantwortung um – dem zellularen Energiesystem.

### Historie
Das Bewusstsein bezüglich der aufgrund zunehmender Komplexität aufkommenden Herausforderungen reifte zunehmend mit dem beschleunigten Ausbau Erneuerbarer Energien im ersten Jahrzehnt des 21. Jahrhunderts – zuerst in Europa, aber dann auch in den USA sowie in Asien, beispielsweise in China und Japan. Quelle der Untersuchungen waren Forschung und Entwicklung rund um die Begriffe Smart Grid und Microgrid.
Auf Basis des Förderprogrammes E-Energy konnten insbesondere Forschung und Entwicklung zu diesen Themen in Deutschland verstärkt werden. Insbesondere wurde in diesem Kontext erstmals der Vorschlag zum zellularen Ansatz im Energiesystem in formuliert, wobei hierzu ein Modell in eingeführt wurde. Die weitere Untersuchung von Anwendungsszenarien dieses Modells konnte mit der Spezifikation des Demonstrationsprojektes C/sells in ermöglicht werden. Die Studie kalkulierte Netzmaßnahmen auf Basis des zellularen Ansatzes. Ein Vergleich und die Optimierung von zentral und dezentral orientierten Ausbaupfaden zu einer Stromversorgung aus erneuerbaren Energien in Deutschland findet in der Studie statt. Der Verband der Elektrotechnik, Elektronik und Informationstechnik (VDE) übernahm im Rahmen der VDE-Studien zum zellularen Ansatz [VDE, 2015, Der zellulare Ansatz] und [VDE, 2019, Zellulares Energiesystem] die Überführung des Konzeptes in einen breiten Diskussionsprozess der Fachwelt.
Um die Kommunikation in diesem Prozess auf Basis einer gemeinsamen Sprache zu ermöglichen, wird sowohl ein Systemmodell zu Beschreibung des Gesamtsystems sowie der Zusammensetzung von Teilsystemen als auch ein Flexibilitätsmodell benötigt. Mit Hilfe des Flexibilitätsmodells sind die Regeln an den Grenzen der durch das Systemmodell beschriebenen Teilsysteme zu definieren. Um die Vereinbarung entsprechender Modelle zu befördern, wurde vom Arbeitskreis „Terminologie Smart Energy“ bei der DKE eine öffentlich verfügbare Spezifikation unter gleichem Titel im Erstentwurf veröffentlicht.

### Systemmodell
Ausgehend vom Systembegriff wird das Energiesystem als Gesamtheit miteinander in Verbindung stehender Objekte in Form von Komponenten, die im Zusammenhang von Energiegewinnung, -speicherung, -nutzung, -transport als Ganzes gesehen und von ihrer Umwelt abgegrenzt betrachtet werden können, wobei die Interaktion mit der Umwelt über Schnittstellen stattfindet. Mittels der Interaktionen zur Umwelt ändert sich der Zustand des Systems. Im weiteren Kontext bei der Betrachtung von Energiesystemen werden insbesondere die Größen Energie und Information als in der Zeit veränderliche Attribute eines kybernetischen Systems betrachtet, die unter Nutzung der Schnittstellen zwischen dem System und Systemumgebung ausgetauscht werden.
Auf dieser Basis kann in kleinster räumlicher Ausdehnung ein Energiesystem beispielsweise innerhalb eines Gebäudes definiert werden. Hierzu werden die energietechnischen Komponenten von der Gewinnung bis zu Nutzung inklusive der Speicherung und des Transportes sowie die informationstechnischen Komponenten zum Monitoring, Management und Steuerung von Energieflüssen als auch die Schnittstellen zum Austausch von Energie und Information mit der Systemumgebung benötigt. Ein entsprechendes Modell mit attributiver Systembeschreibung auf Basis der Komponenten als Attribute nullter Stufe sowie der Funktionen, Eigenschaften und Relationen als Attribute erster Stufe wurde in eingeführt.
Werden zwei oder mehrere dieser Energiesysteme mit gleichen Attributen über Schnittstellen miteinander verbunden, entsteht ein Energiesystemverbund als Systemaggregat. Moderne Energiesysteme werden zunehmend unter Einsatz informationsverarbeitender Komponenten geführt, um den Herausforderungen einer erneuerbaren, fluktuierenden und dezentralen Energieerzeugung mit Energiegewinnung bis in die Liegenschaften im Niederspannungsbereich gerecht zu werden. Für diese Verbindung von Energie- und Informationsinfrastruktur wurde der Begriff intelligentes Energiesystem (Smart Energy System) geprägt.
Zur Umsetzung eines intelligenten Energiesystems einerseits als autonomes System und gleichzeitig als Teil einer verbundenen Struktur wird für diese Entität der Begriff Energiezelle eingeführt. Werden nun mehrere Energiezellen durch Schnittstellen in einer einbettenden Struktur miteinander verbunden, wobei mindestens eine neue, gemeinsame Komponente (Attribut) geschaffen wird, entsteht ein System aus Systemen. Zum Beispiel aggregiert eine Energiemanagementsystem eines Stadtquartiers alle Energieflüsse über die Managementsysteme der Gebäude hinaus. Auf dieser Basis entsteht ein Energiesystem aus der Integration von Energiesystemen, die damit Zellen eines Gesamtverbundes – Energieorganismus als Analogie – bilden. Für diese Struktur aus einzelnen Energiezellen wird der Begriff zellulares Energiesystem definiert.
Schlussendlich können Zellen in folgender Weise typisiert werden. Die Ausprägung kann als geschlossene, private Zellen oder als geschlossene Verteil- und Nahnetze beispielsweise als
- Wohnhäuser & kommerzielle Gebäude,
- Quartiere (Gebiete innerhalb einer Gemeinde potenziell als Mikro-Grid)
- Industrie- und Handelsgebiete (potenziell als Mikro-Grid betrieben)

oder auch als öffentliche Netzzellen wie
- Verteilungsnetze und sonstige Nahnetze
- Übertragungsnetze und sonst. Fernnetze
- Verbundnetz in Europa

erfolgen.
Diese Zellen interagieren in zwei Dimensionen als physikalische, energetisch direkt gekoppelte Zellen horizontal mit Zellen gleichen Typs (Wohngebäude zu Wohngebäude, Quartier zu Quartier, Verteilnetz zu Verteilnetz usw.) als auch vertikal mit Zellen anderen Typs (Wohngebäude mit Quartier, Quartier mit Verteilnetz, Verteilnetz mit Übertragungsnetz usw.). Ausgeprägt werden können aber auch virtuelle, informationstechnisch verbundene, Marktzellen, deren energetische Kopplung zu anderen Zellen indirekt über andere Zellen erfolgt, für Handlungsräume wie regionale Märkte, Energie-Communities oder virtuelle Kraftwerke.

## Konzept
Während bei einer zentralen Erzeugung von elektrischer Energie diese nur von höheren zu niederen Spannungsebenen transportiert wird, erfolgt bei der dezentralen Erzeugung auch ein Energietransport in die entgegengesetzte Richtung. Die ursprüngliche Planung des deutschen elektrischen Versorgungssystems erfolgte aber unter den Prämissen eines Systems mit unidirektionalem Energietransport. Eine stabile Stromversorgung erfordert zu jedem Zeitpunkt die Balance zwischen Erzeugung und Verbrauch. Dies gilt selbstverständlich auch für die Stromversorgung innerhalb einer Zelle bzw. innerhalb eines zellularen Energiesystems. Demzufolge muss auch dort ein schwankender Strombedarf durch den Einsatz regelbarer Stromerzeuger oder durch das gezielte Zu- bzw. Abschalten von Verbrauchern ausbalanciert werden. In der Abbildung rechts ist schematisch dargestellt, welche Komponenten erforderlich sind, um ein zellular aufgebautes Energiesystem in die bestehenden Infrastrukturen, von Strom-, Gas- und Wärmenetzen zu integrieren.

### Sektorenkopplung
Unter dem Begriff Sektorenkopplung wird gemeinhin die energietechnische und energiewirtschaftliche Verknüpfung von Strom, Wärme, Gas sowie Energieträgern für Mobilität und industrielle Prozesse verstanden. Allgemeiner formuliert können darunter alle Technologien und Prozesse fallen, mit denen verschiedene Arten von Energie miteinander ausgetauscht werden können oder der Gesamtenergieverbrauch durch Verschiebung zwischen Energieformen optimiert werden kann. Die aktuellen Treiber der Sektorenkopplung sind Wärmepumpen (Power-to-Heat) und Elektrofahrzeuge (Power-to-Mobility) [12]. Darüber hinaus bestehen noch weitere Power-to-X-Technologien wie Power-to-Gas, Power-to-Liquid und Power-to-Chemicals.

### Planung der Energiezellen
Die unabhängige Planung der Sektoren Strom, Gas und Wärme führt zu einer suboptimalen Gesamtgestaltung der Energieinfrastruktur. Das Stromnetz wird voraussichtlich durch die Erneuerbaren Energien, Elektromobilität und die steigende Anzahl an Wärmepumpen sowie KWK-Anlagen immer mehr an die Grenzen gebracht. Das Gasnetz hingegen erlebt diese extremen Veränderungen nicht. Die Netze werden nach Worst-Case-Situationen ausgelegt [7]. Das bedeutet aktuell für Batteriespeicher, Power-to-Gas-Anlagen und anderen Flexibilitäten, dass sie für die Netzplanung als maximale Last oder maximale Einspeisung berücksichtigt werden müssen.
| Kenndaten von Energiezellen | Parameter für die Planung                          |
| --------------------------- | -------------------------------------------------- |
| Strukturtyp                 | Wohnbebauung, Gewerbe, Industrie oder Mischgebiete |
| Maximale Leistung           | Last und Einspeisung (alle Sektoren)               |
| Jahresenergie               | Last und Einspeisung (alle Sektoren)               |
| Speicher                    | Leistung und Kapazität                             |
| Netzdaten                   | Strom, Gas und Wärme                               |
| Sektorenkopplung            | Power-to-Gas, Power-to-Heat etc.                   |
| Flexible Lasten             | z. B. E-Autos, Wärmepumpen                         |

### Betrieb der Energiezellen
Um eine Vielzahl von dezentral verteilten Anlagen, Teilnehmern und Aufgaben zu organisieren bietet sich im Sinne der Automatisierungstechnik ein mehrstufiges Managementsystem an, in dem je nach Netzzellstufe lokal, regional, überregional, national und international Netzparameter geregelt werden. Zu Grunde liegt das Prinzip der Subsidiarität, welches definiert, dass auftretende Regelabweichungen oder Probleme primär direkt an der Quelle des Problems behandelt und erst sekundär in den nächstbenachbarten vor- oder nachgelagerten Netzgebieten behoben werden.

### Digitalisierung in Energiezellen
Der sinnvolle Betrieb von Zellen setzt ein Mindestmaß an Beobachtungs- und Steuermöglichkeiten voraus. Aufgrund der ungenügenden Ausgangssituation ist die Forderung nach einer vollständigen Digitalisierung in den Mittel- und Niederspannungsnetzen illusorisch. Interessant ist jedoch die Frage nach den Minimalanforderungen an die Digitalisierung in zellularen Strukturen.
Dabei ist keine hundertprozentige Ausstattung aller Haushalte mit Mess- und Steuertechnik erforderlich. In bisherigen Forschungsarbeiten haben 5 – 10 Prozent aller Messpunkte in einem Ortsnetz ausgereicht, um vollständige Transparenz über Spannungen und Ströme im Netz zu erhalten [2]. Dabei reichen Spannungsmessdaten von einem geringen Prozentsatz intelligenter Messsysteme bezogen auf die jeweilige Zahl von Anschlusspunkte zur Netzbeurteilung aus, sodass der Aufbau separater Messstellen im Netz nicht erforderlich ist. Voraussetzung ist jedoch die Zugriffsmöglichkeit des Netzbetreibers auf die ausgewählte Messdaten (Spannung).
Mit dieser minimalen Ausstattung der Mittel- und Niederspannungsnetze mit Mess-, Steuer- und Regelungstechnik kann klassischer Netzausbau vermieden werden. Die Leistungsflüsse werden abhängig von der Last- und Erzeugungsprognosen mithilfe von innovativer Technik gesteuert, z. B. rONT regelbarer Ortsnetztrafo.

### Energiezellenmanagement
Das Herzstück der Zellstruktur bildet das EZM (Energiezellenmanagement). Dieses Gerät sammelt pro Zelle im einfachsten Fall alle notwendigen Informationen und ist mit Algorithmen ausgestattet, die in unterschiedlichen Szenarien eine möglichst eigenverbrauchsoptimierte Fahrweise der Zelle ermöglicht. Im zweiten Schritt kann auch die Kommunikation von Zellen untereinander abgebildet werden, wobei mit übergeordneten Algorithmen weitere Ausgleichsvorgänge möglich werden.
Mit dem EZM können u. a. folgende Ziele erreicht werden [2]:
- Netzoptimierung im Verteilnetz durch Steuerung von schwankenden regenerativen Einspeisungen und Lasten, wobei auch in der Niederspannung Erzeugungs- und Lastspitzen durch Lastverschiebung und bestenfalls sogar Zwischenspeicherung reduziert werden können,
- Nutzung dezentral erzeugten „grünen Stromes“ direkt vor Ort,
- Entlastung der Mittelspannungsnetze durch die Steuerungen im Ortsnetz,
- Gezielte interzellulare Abregelung von Einspeiseanlagen bei Spannungsüberschreitungen.
- Mit der EZM werden Leistungs- und Energiebilanz (Eigenversorgungsgrad) der Zelle sichtbar.
- Die Steuerzentrale kann in günstigen Fällen (mind. Frequenzregeleinrichtung im Netz) für einen Schwarzstart der Zelle verwendet werden.

### Informationssicherheit
Die Informationssicherheit erlangt in zellularen Energiesystemen eine sehr große Bedeutung, da die Kommunikationsstrukturen mit der wachsenden Anzahl von einzubindenden Anlagen zunehmend komplexer werden. Dabei sind die Sicherheitsanforderungen von Anfang an zu berücksichtigen, weil sie vielfach nachträglich nicht mehr oder nur mit unverhältnismäßig hohem Aufwand einzubeziehen sind. Auch die Architektur der IT- und Kommunikationssysteme und die Systeme selbst müssen so ausgerüstet und verbunden sein, dass ein zellulärer Betrieb möglich ist. Zunächst einmal ist es erforderlich, dass alle für den Betrieb einer Zelle notwendigen IKT-Komponenten mit Strom versorgt werden können, der daher entweder aus entsprechend zu dimensionierenden Backup-Lösungen (Akkumulatoren, Dieselgenerator etc.) bzw. aus der Zelle selbst kommen muss. Dabei ist darauf zu achten, dass nicht nur die primären IKT-Komponenten wie etwa Steuerrechner berücksichtigt werden müssen, sondern auch sekundäre IKT-Komponenten, wie beispielsweise Router oder Switches, die insbesondere für die Aufrechterhaltung der Kommunikation notwendig sind. Hierbei ist zu beachten, dass unterschiedliche Kommunikationstechnologien (drahtgebunden, Funk etc.) unterschiedliche Anforderungen bezüglich der minimal notwendigen Komponenten zur Gewährleistung der Kommunikationsverbindung haben [1].

## Kritik
Die Bundesnetzagentur sieht das Konzept der zellularen Energiesysteme kritisch. Aus ihrer Sicht ist es prinzipiell zu befürworten, dass Bürger, Gemeinden oder Regionen einen möglichst lokalen Ausgleich zwischen Erzeugung und Verbrauch anstreben. Zellulare Energiesysteme seien jedoch kein Organisationsmodell für den gesamten Energie- und vor allem Elektrizitätsmarkt in Deutschland und Europa. Die Strategie der Bundesnetzagentur sieht den Netzausbau, als primäres und langfristiges Mittel zur Behebung von Netzengpässen an. Die kleinteilige und abgrenzende Struktur der Energiezellen führt dazu, dass Anreize zum Netzausbau reduziert oder abgeschafft werden. Dies führt zu einer begrenzten Kopplungskapazität zwischen den Energiezellen. In Situationen, in denen Erzeugung und Verbrauch nicht ausgeglichen sind, führt diese Einschränkung dazu, dass der (bilanzielle) Ausgleich nicht über die Kraftwerke mit den günstigsten Grenzkosten erfolgt (siehe auch Merit-Order), sondern über jene die sich in räumlicher Nähe zur Energiezelle befinden.
Der VDE beschreibt die Energiesysteme der Zukunft als stark von zellularen Energiesystemen geprägt. Hierbei sei es zu prüfen, ob die freie Wahl des Energieversorgers weiterhin sinnvoll ist. Diese Einschätzung beruht darauf, dass zellulare Energiesysteme zu kleinteilig gegliederten und illiquiden Märkten führen können. Die Bundesnetzagentur bewertet zellulare Energiesysteme als „ein Rollback in das Zeitalter vor Liberalisierung und Unbundling“. Beides sind (rechtliche) Grundsätze der europäischen Energiemärkte.

## Beispiele für Zellulare Energiesysteme
Es wurden und werden richtungsweisende Projekte durchgeführt, die sich vor allem mit der Integration von Speichern, der Sektorenkopplung, der Digitalisierung und der Erschließung neuer Geschäftsfelder beschäftigen. Privatwirtschaftlich wird das zellulare Prinzip längst ausgiebig genutzt, indem intelligente Energiemanagementsysteme und Energiespeicher Versorgungssicherheit gewährleisten, die Eigenverbrauchsquote zu steigern und die Netzanschlussleistung zu minimieren.
- Bordesholm VBB
- C/sells – Zellularität, Partizipation und Vielfältigkeit
- E-Energy –  'Smart Energy made in Germany'[13]
- INZELL[14][15][16]
- IREN2 Wildpoldsried
- Kopernikus ENavi
- LINDA Niederschönfeld
- Modellstadt Mannheim (moma) – zellulares Energiesystem im E-Energy-Programm[17]
- PolyEnergyNet
- Portal Green
- Rüsdorfer Kamp/QUARREE100[18]
- Smarte Netzzelle SoLAR – Allensbach-Radolfzell
- SmartRegion Pellworm
- SWARM
- ZellNetz2050 – Simulation des Aufbaus zellularer Energienetzstrukturen
- Zellulares System – Werk Max Bögl Neumarkt / Oberpfalz